# Estación de San Bernabé (Metrorrey)
La estación de San Bernabé es una estación de la línea 1 del metro de Monterrey. Está situada en la intersección de la Av. Aztlán y la calle Julio Camelo, en los límites de la colonia Valle de Santa Lucía y Loma Linda en Monterrey. Esta estación fue terminal, hasta el 11 de junio de 2002 cuando se inauguró la estación Talleres.
Esta estación se encuentra cerca de las colonias San Bernabé , Loma Linda y Valle de Santa Lucía, y es accesible para personas con discapacidades. Esta estación se le llamó así porque está en las cercanías de la Col. San Bernabé  y su logotipo representa la silueta de San Bernabé apóstol.

## Conexiones

### Metrobús
Algunas de las rutas no inician su recorrido en la estación, sin embargo en esta estación puede abordarse con un boleto Metrobús para continuar el viaje.
- Ruta 13 Metrobús: Corre hacia la zona de las colonias Alianza Real y Buena Vista, en el límite de los municipio de Escobedo y El Carmen.
- Ruta 171: Recorre desde la estación hasta la zona de la colonia San Marcos en Escobedo.
- Ruta 310 Ramal 109: Se puede abordar la ruta en dirección a Solidaridad, La Unidad y Paraje San José. Esta ruta inicia su recorrido en el Hospital Civil.
- Ruta 310 Ramal 110: Se puede abordar la ruta en dirección a Solidaridad, La Alianza y Valle de Lincoln. La ruta inicia su recorrido en la zona de la Unidad de Medicina Familiar #28 del IMSS.
- Ruta 310 Ramal 112: Se puede abordar la ruta en dirección a Solidaridad y Mitras Poniente. La ruta inicia su recorrido en la colonia Estrella.
- Ruta 310 Circuito Parques: Recorre desde la estación hasta las colonias Los Parques y Santa María en el municipio de García, pasando por la zona de Solidaridad.
- Ruta 310 Portal de Lincoln: Corre desde la estación hasta las colonias Portal de Lincoln y Vista Bella, ubicadas en el municipio de García y al igual que el anterior, recorre la zona de Solidaridad.
- Ruta 310 Valle de Lincoln - Directo: Corre desde la estación hasta la colonia Valle de Lincoln. Es la versión express del ramal 110, evitando entrar a las zonas de Solidaridad y La Alianza.
- Ruta 310 Villazul: Corre desde la estación hacia el municipio de García, brindando servicio a una gran cantidad de colonias en el municipio (aquellas ubicadas en la Av. Sor Juana Inés de La Cruz), finaliza su recorrido en la colonia Villa Azul.
- Ruta 310 Héroes: Corre desde la estación hasta la colonia Los Héroes, pasando por las colonias San Blás y finalizando en Hacienda del Sol. Este ramal evita entrar a la zona de Solidaridad, por lo que es parcialmente una versión express del ramal Villazul.
- Ruta 314 Paraje San José: Es posible abordar la ruta hacia la colonia Paraje San José utilizando el sistema Metrobús. Esta ruta inicia su recorrido desde la Central de Autobuses.
- Ruta Express: García - San Bernabé (Vía Lincoln): Corre desde la estación hasta la Av. Heberto García en el municipio de García.

### MetroEnlace
- Las Arboledas - San Bernabé: Corre desde la estación hasta el municipio de García, en la zona de Las Arboledas.